# Suobdekluobbal
Suobdekluobbal är en sjö i Arvidsjaurs kommun i Lappland och ingår i Piteälvens huvudavrinningsområde. Sjön har en area på 0,198 kvadratkilometer och ligger 336,2 meter över havet. Sjön avvattnas av vattendraget Abmoälven.

## Delavrinningsområde
Suobdekluobbal ingår i det delavrinningsområde (732094-164859) som SMHI kallar för Ovan Paulajåkkå. Medelhöjden är 364 meter över havet och ytan är 14,48 kvadratkilometer. Räknas de 49 avrinningsområdena uppströms in blir den ackumulerade arean 654,39 kvadratkilometer. Abmoälven som avvattnar avrinningsområdet har biflödesordning 2, vilket innebär att vattnet flödar genom totalt 2 vattendrag innan det når havet efter 168 kilometer. Avrinningsområdet består mestadels av skog (99 procent). Avrinningsområdet har 0,2 kvadratkilometer vattenytor vilket ger det en sjöprocent på 1,4 procent.